# Smutsia gigantea
El pangolín gigante (Smutsia gigantea) es una especie de folidoto de la familia Manidae. Se encuentra distribuido por África en una franja situada en el ecuador y que se extiende desde el oeste de África a Uganda. El pangolín gigante es la especie más grande de pangolín, de ahí su nombre. Se alimenta básicamente de hormigas y termitas que atrapa con su larga lengua. La especie fue descrita por primera vez por Johann Karl Wilhelm Illiger en 1815 y no se conocen subespecies.

## Hábitat, características y comportamiento
El pangolín gigante se encuentra sobre todo en Uganda, Tanzania y oeste de Kenia. Se encuentra tanto en la sabana como en las zonas intermedias de sotobosque y el bosque. Es un animal nocturno y solitario con un fuerte sentido del olfato. Posee glándulas anales que le sirven para comunicarse con sus congéneres. Camina habitualmente a cuatro patas pero puede mantenerse incorporado, pudiendo trepar a los árboles con mucha facilidad. Se ha encontrado un ejemplar de 33 kilogramos. La especie tiene dimorfismo sexual siendo el macho de mayor tamaño, alcanzando los 140 centímetros de longitud frente a los 125 de la hembra.